# Susumu Satō
Susumu Satō (jap. 佐藤 進 Satō Susumu; ur. 1845, zm. 1921) – japoński chirurg. Jako pierwszy japoński lekarz przeprowadził operację neurochirurgiczną, polegającą na trepanacji czaszki i usunięciu kuli z mózgu oraz zdrenowaniu powstałego ropnia. Zabieg został przeprowadzony u żołnierza rannego w wojnie domowej w 1877 roku.

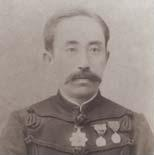
Susumu Sato

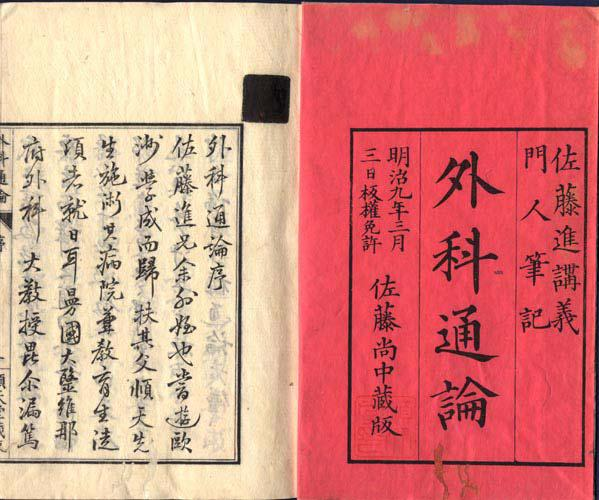
Strony pierwszego wydania Geka-tsūron

Susumu Satō był uczniem, a potem i przybranym synem, Takanaki Satō, chirurga operującego w tokijskim szpitalu Juntendō. W 1869 r. wyjechał do Europy i przez sześć lat studiował medycynę w Berlinie i Wiedniu, gdzie znalazł się pod wpływem Theodora Billrotha. W 1875 r. powrócił do Tokio. Wraz z przybranym ojcem zarządzał szpitalem Juntendō. W 1885 został dyrektorem szpitala przy Tokijskim Uniwersytecie Cesarskim.
Jego główną pracą było: Geka-tsūron (Wprowadzenie do chirurgii), streszczające dzieło Billrotha w 25 tomach ze 118 ilustracjami.